# Hemiphlebia mirabilis
Hemiphlebia mirabilis är en trollsländeart som beskrevs av Selys 1869. Hemiphlebia mirabilis ingår i släktet Hemiphlebia och familjen Hemiphlebiidae. IUCN kategoriserar arten globalt som starkt hotad. Inga underarter finns listade i Catalogue of Life.